# Margarida i altres herbes (grup ecologista)
Margarida va ser un moviment ecologista i antinuclear valencià que amb una estructura assembleària desenvolupà les seves activitats i propostes en el context del País Valencià des de finals de 1976 fins als inicis de 1979. Va publicar 4 números de la revista Margarida i altres herbes, que projectava les posicions del col·lectiu en defensa de la vida, l'estudi Energía nuclear: una mercaderia que mata i diferents guies didàctiques per a tractar el tema a les escoles.
En la primavera de 1977 un grup de joves es reuneixen en els locals del Departament de Sociologia de la Universitat de València, en el qual treballava Josep Vicent Marqués, amb la intenció de desenvolupar pràctiques de crítica i conscienciació sobre els perills de la central nuclear de Cofrents. L'origen o ascendència militant de la majoria del col·lectiu -esquerra alternativa, antiburocràtica, llibertària, assembleària, situacionista- orienta les seves accions cap a un enfocament que desborda el propi ecologisme per a manifestar-se clarament anticapitalista.
Participà en la convocatòria de dues edicions de la Volta ciclista antinuclear i ecologista al País Valencià. Va participar en el Congrés Constituent de la Federació del Moviment Ecologista, en els Acords de la Granja (17-18 de setembre de 1977), en el Manifest amb el qual es va fer pública la filosofia del moviment ecologista valencià en les Jornades Internacionals Antinuclears, celebrades el maig 1980.